# Bengtsår Prästön
Bengtsår Prästön är en del av en ö i Finland. Den ligger i Skärgårdshavet och i kommunen Hangö i den ekonomiska regionen  Raseborg i landskapet Nyland, i den sydvästra delen av landet. Ön ligger omkring 110 kilometer väster om Helsingfors.
Öns area är 79,7 hektar och dess största längd är 1,5 kilometer i öst-västlig riktning.